# 天使帝國系列
天使帝國系列遊戲，簡稱天使帝國，是由大宇資訊（以下簡稱大宇）製作發行的中文回合制策略遊戲。至今已經發表四款電腦遊戲、三款手機遊戲，並推出由系列作衍生的漫畫與周邊產品。

## 電腦單機遊戲作品

### 天使帝國Ⅰ
天使帝國一代發行於1993年3月，在16色色盤的限制下，以優異的畫面，打破了當時台灣遊戲界被認為顏色單調，作畫品質低劣的印象。當時台灣遊戲界鮮少出現回合制策略遊戲，天使帝國幾乎可以說是首創，隨後也引發了一連串回合制策略遊戲推出的熱潮。不過天使帝國一代的成功，除了畫面之外，遊戲的劇情與戰鬥系統相當優異，才是最大的因素。

### 天使帝國Ⅱ
天使帝國二代發行於1994年10月，畫面水準大幅提升，戰鬥動畫也變的更加有趣，甚至增加語音系統，兵種跟部署方式變的更多樣性。天使帝國二被認為是歷代中最優秀的一代，在電腦遊戲雜誌排行榜前十名的位置，也佔據了一年。

### 新天使帝國
新天使帝國發行於2000年9月3日，簡單來說，就是一代的3D化及Windows化的重製作品，是大宇資訊第一款自製3D遊戲，主要是作為大宇資訊嘗試進入3D的實驗作品。本作畫面完全3D化，並增添了不少趣味內容，將這款系列作以全新面貌介紹給新玩家。

### 天使帝國Ⅲ
天使帝國三代發行於2002年10月31日，為全新劇情的續作，恢復為2D作品。在遊戲畫面、戰鬥系統、遊戲操作、音樂動畫上表現有所提升。

### 天使帝國Ⅳ
天使帝國四代發行於2016年6月30日，此作最初宣布於2014年10月問世，但後續公告延期，改為2015年10月上市，但因簡體版代理商與簡體版審查問題，再次延到2016年，最後於6月30日發行。本作另於2016年11月16日登上Steam青睞之光，通過Steam平台發行中英文雙語版本。Steam版於2016年12月15日發行上市。
本作再次恢復為3D作品，並且是系列中首次採用全程語音、人聲主題曲的一代。本作改變了難易度的設定，讓玩家自行選擇以較難或較易條件過關，部分關卡並可重複進入，自由度上較前作稍高，惟遊戲長度與職業都比前作短少。

## 行動平台遊戲作品

### 天使帝國-天使的詛咒
天使帝國-天使的詛咒於2006年在JAVA手機上推出，是大宇為天使帝國製作的第一款手機遊戲，Motorola、Nokia、Panasonic、Sony Ericsson、Samsung部分型號的JAVA手機支援本遊戲。天使的詛咒為遊戲副標題，故事內容揉合一代二代，遊戲類型也一樣是回合制策略遊戲。不過劇情、人物設定、地名，都與電腦遊戲版本差異甚大。

### 天使帝國1 DOS懷舊版
天使帝國1 DOS懷舊版於2013年4月18日於iPhone及iPad平台上發行，為天使帝國一代的移植版本，透過DOS模擬器的方式將DOS遊戲重現在iOS平台上，內容與畫面跟一代完全相同，純屬讓老玩家懷舊的版本。

### 新天使帝國
大宇資訊於2013年8月宣布，將授權上海哈鄰製作全新的天使帝國手機遊戲，為天使帝國第三款手機版遊戲，遊戲類型為線上卡片戰鬥角色扮演游戏，劇情、人物設定等都以三代為主，卡片圖面則全面重新繪製。上海哈鄰於2013年12年6日宣布天使帝國卡牌遊戲進行刪檔封閉測試，並在360遊戲中心小規模舉辦，此次測試僅開放Android版本，且只有提供簡體版版本。
暢遊網於2014年3月宣佈，取得此遊戲的簡體版代理權，並正式定名為《新天使帝國》。
暢遊網之後在2014年4月17日展開iOS版的不刪檔封閉測試，2014年7月31日暢遊官網開始提供Android版本版下載。但研發商上海哈鄰在2014年10月16日於官網宣布，遊戲將於2014年11月16日關閉伺服器，停運下線。

### 天使帝國-幻獸之月
大宇資訊於2015年4月宣布授權旗下投資事業奧爾資訊，推出拖曳式動作RPG《天使帝國-幻獸之月》，為天使帝國第四款手機版遊戲。此遊戲為動作RPG，玩家除觀賞主線劇情外，並將進入各種戰鬥關卡遭遇敵人；搭配智慧型手機的觸控性能，玩家只要用手指在螢幕上滑動拖曳，就可使出連續攻擊，點擊技能欄則可釋放絕技。遊戲內有武器裝備系統、天賦樹等功能強化角色，並透過抽卡來獲得新角色與道具。
此遊戲首先於2015年9月東京電玩展曝光，後續並於2016年1月台北電玩展提供試玩。遊戲並在2016年5月5日正式展開Android刪檔封測，僅開放5日後即結束，之後於2016年5月19日進行第二次Android刪檔封測，於5月25日結束。根據封測的內容，遊戲故事以三代故事作為延伸，玩家將操作拉錫葉的騎士妮雅尋找神靈使，阻止邪神庫妮絲以黑邪之力侵蝕人類使其變成其爪牙「幻獸」，進而毀滅世界之陰謀。
《天使帝國-幻獸之月》在2016年6月7日推出Android正式版，次日（8日）iOS版也同步上線。於2018年3月30日終止營運，並且關閉伺服器。

## 劇情

### 通用劇情
歷代的舞台都設定在架空的世界愛斯嘉大陸上，都以妮雅作為女主角的名字，女主角多半是率領軍隊，為了王國的復興或愛斯嘉大陸的統一而奮戰。

### 三代的獨立劇情
《天使帝國Ⅲ》的劇情，與一代、二代並不銜接，相較於二代為延續一代的劇情，三代比較類似於「前傳」性質。
根據製作小組接受訪談的說法，《天使帝國Ⅲ》設定在一代故事的數萬年前，因此整個政治經濟情勢都相當不同，而部份人物之所以同名，則只是因為巧合。
《天使帝國Ⅲ》的世界觀及故事背景較前作複雜，製作小組原始設定以三部曲的方式交代完整劇情，意味著有四代及五代的規劃，但三代推出後受限於單機遊戲市場停滯成長，線上遊戲取代單機遊戲成為主流，三部曲的規畫也就此中斷。
當大宇資訊於14年後再次推出四代時，選擇延續一代與二代的世界，也就是四代依然是瓦爾克麗王國的妮雅，而拉錫葉王國的妮雅，則就此消聲匿跡。

## 角色

### 妮雅（Niya）
為歷代女主角的共同名字，在一代、二代及新天使帝國中登場的妮雅均為同一人，都是瓦爾克麗國人，而三代中登場的妮雅則是拉錫葉國人，根據製作小組的說法，應為愛斯嘉大陸上不同時代，但卻名字相同的同名人物。
另外，四代中的妮雅，雖然也是瓦爾克麗人，但這是她的家人在為她取名時，期許她能成為像千年前的瓦爾克麗英雄－－妮雅（即一代主角）一樣的人而取，因此才會一樣名為妮雅。
而在手機版當中，名字曾被寫作妮婭，但那是妮雅的字碼轉換所導致的錯字。

### 希蜜
為歷代中最重要的女配角，於一代、二代、新天使帝國及三代都有登場，在系列遊戲中均為妮雅的左右手，是除了妮雅之外，在系列遊戲中戲份最吃重的人物。
希蜜跟妮雅一樣，在一代、二代及新天使帝國中均為同一人，而三代中登場的希蜜則為同名人物，至於四代中的希蜜則是沒有登場。

### 克菲兒（Kefir）
於四代中首次登場的新角色，在四代裡取代了希蜜的地位，成為最重要的女配角，克菲兒在四代的劇情中，是一名從由天而降的光芒中甦醒的奇異少女，擁有著異於常人的感知能力。

## 特色

### 主要特色
天使帝國以只有女性的世界作為全系列遊戲的傳統，因此美女為遊戲中最重要的特色，女性角色的作畫品質，亦成為遊戲最大的重點。天使帝國系列作的作畫品質都相當不錯，因此也成為系列作賣座的原因。
天使帝國的遊戲性也是系列作的一大特色，除了兵種的各式技能，搞笑的戰鬥動畫，更令人印象深刻的為強大的兵種相剋，若玩家沒有掌握好兵種特性，經常會被電腦打到重傷甚至死亡。因此常常需要思考戰術，若是能掌握兵種相剋的要訣，戰鬥就會變的相當輕鬆。

### 其他特點
遊戲中的敵方AI有時相當奇怪，電腦偶爾會採取不合理的戰術，例如快把玩家打死時，會突然跑走，或是電腦本身快要死亡時，不採取補血動作而持續攻擊。然而電腦偶發性的怪異舉動，卻也成為系列作一大特點。

## 週邊作品

### 漫畫
台灣青文出版社於2002年推出新天使帝國漫畫，由漫畫家翔龍編繪，總共出版四集，於強棒強棒月刊連載至2003年結束。內容以新天使帝國遊戲為藍本，不過劇情與人物關係設定與電腦遊戲版本內容差異不少。

## 外部連結
- 天使帝國系列官方網站 （页面存档备份，存于）
- 天使帝國系列的Facebook專頁
- 天使帝國-幻獸之月官方網站 （页面存档备份，存于）
- 新天使帝國-卡牌手機遊戲官方網站 （页面存档备份，存于）
- 舊版天使帝國３官方網站 （页面存档备份，存于）